# Manuel Feller
Manuel Feller (ur. 13 października 1992 w St. Johann in Tirol) – austriacki narciarz alpejski, wicemistrz świata i złoty medalista mistrzostw świata juniorów.

## Kariera
Po raz pierwszy na arenie międzynarodowej Manuel Feller pojawił się 4 grudnia 2007 roku w Tschagguns, gdzie w zawodach FIS Race zajął 55. miejsce w slalomie. W 2012 roku wystartował na mistrzostwach świata juniorów w Roccaraso, gdzie jego najlepszym wynikiem było czternaste miejsce w gigancie. Podczas rozgrywanych rok później mistrzostw świata juniorów w Quebecu w 2013 roku zwyciężył w slalomie. W zawodach tych wyprzedził bezpośrednio Szwajcara Ramona Zenhäuserna oraz Santeriego Paloniemiego z Finlandii.
W zawodach Pucharu Świata zadebiutował 11 listopada 2012 roku w Levi, gdzie nie zakwalifikował się do drugiego przejazdu w slalomie. Pierwsze pucharowe punkty wywalczył 8 grudnia 2012 roku w Val d’Isère, zajmując 23. miejsce w tej samej konkurencji. Pierwszy raz na podium zawodów PŚ stanął 28 stycznia 2018 roku w Garmisch-Partenkirchen, kończąc rywalizację w gigancie na drugiej pozycji. Rozdzielił tam na podium swego rodaka, Marcela Hirschera i Teda Ligety'ego z USA. W sezonie 2021/2022 zajął drugie miejsce w klasyfikacji slalomu i trzecie w klasyfikacji giganta. W sezonie 2023/2024 był trzeci w klasyfikacji generalnej, a w klasyfikacji slalomu zdobył Małą Kryształową Kulę.
W 2017 roku wywalczył srebrny medal w slalomie podczas mistrzostw świata w Sankt Moritz. Przegrał tylko z Marcelem Hirscherem, a wyprzedził Niemca Felixa Neureuthera. Rok później wystartował na igrzyskach olimpijskich w Pjongczangu, gdzie w gigancie został zdyskwalifikowany, a slalom ukończył na piętnastej pozycji. Wspólnie z kolegami i koleżankami z reprezentacji zdobył drużynowo srebrny medal. W 2019 roku startował na mistrzostwach świata w Åre, gdzie w gigancie zajął 15. pozycję w gigancie, natomiast w slalomie uplasował się na 6. miejscu. Startował w slalomie i gigancie na igrzyskach olimpijskich w Pekinie w 2022 roku, jednak obu konkurencji nie ukończył.

## Osiągnięcia

### Igrzyska olimpijskie
| Miejsce | Dzień     | Rok  | Miejscowość | Konkurencja | Czas biegu | Strata | Zwycięzca       |
| ------- | --------- | ---- | ----------- | ----------- | ---------- | ------ | --------------- |
| DSQ1    | 18 lutego | 2018 | Pjongczang  | Gigant      | 2:18,04    | -      | Marcel Hirscher |
| 15.     | 22 lutego | 2018 | Pjongczang  | Slalom      | 1:38,99    | +1,39  | André Myhrer    |
| DNF2    | 13 lutego | 2022 | Pekin       | Gigant      | 2:09,35    | -      | Marco Odermatt  |
| DNF1    | 16 lutego | 2022 | Pekin       | Slalom      | 1:44,09    | -      | Clément Noël    |

### Mistrzostwa świata
| Miejsce | Dzień     | Rok  | Miejscowość        | Konkurencja          | Czas biegu | Strata | Zwycięzca              |
| ------- | --------- | ---- | ------------------ | -------------------- | ---------- | ------ | ---------------------- |
| DNS2    | 17 lutego | 2017 | Sankt Moritz       | Gigant               | 2:13,31    | -      | Marcel Hirscher        |
| 2.      | 19 lutego | 2017 | Sankt Moritz       | Slalom               | 1:34,75    | +0,68  | Marcel Hirscher        |
| 15.     | 15 lutego | 2019 | Åre                | Gigant               | 2:22,21    | +1,97  | Henrik Kristoffersen   |
| 6.      | 17 lutego | 2019 | Åre                | Slalom               | 2:06,90    | +1,04  | Marcel Hirscher        |
| DNF1    | 19 lutego | 2021 | Cortina d’Ampezzo  | Gigant               | 2:05,86    | -      | Mathieu Faivre         |
| DNF2    | 21 lutego | 2021 | Cortina d’Ampezzo  | Slalom               | 1:46,48    | -      | Sebastian Foss Solevåg |
| DNF2    | 17 lutego | 2023 | Courchevel/Méribel | Gigant               | 2:34,08    | -      | Marco Odermatt         |
| 7.      | 19 lutego | 2023 | Courchevel/Méribel | Slalom               | 1:39,50    | +0,67  | Henrik Kristoffersen   |
| DNF2    | 12 lutego | 2025 | Saalbach           | Kombinacja drużynowa | 2:42,38    | -      | Szwajcaria 1           |
| 4.      | 16 lutego | 2025 | Saalbach           | Slalom               | 1:54,02    | +0,79  | Loïc Meillard          |

### Mistrzostwa świata juniorów
| Miejsce | Dzień     | Rok  | Miejscowość | Konkurencja | Czas biegu | Strata | Zwycięzca               |
| ------- | --------- | ---- | ----------- | ----------- | ---------- | ------ | ----------------------- |
| 27.     | 2 marca   | 2012 | Roccaraso   | Zjazd       | 1:11,99    | +2,39  | Ryan Cochran-Siegle     |
| 14.     | 7 marca   | 2012 | Roccaraso   | Gigant      | 2:39,50    | +1,66  | Henrik Kristoffersen    |
| DNF1    | 9 marca   | 2012 | Roccaraso   | Slalom      | 1:38,44    | -      | Santeri Paloniemi       |
| 9.      | 25 lutego | 2013 | Québec      | Gigant      | 2:20,75    | +1,65  | Aleksander Aamodt Kilde |
| 1.      | 26 lutego | 2013 | Québec      | Slalom      | 1:59,40    | -      | -                       |

### Puchar Świata

#### Miejsca w klasyfikacji generalnej
- sezon 2012/2013: 83.
- sezon 2013/2014: 66.
- sezon 2015/2016: 32.
- sezon 2016/2017: 31.
- sezon 2017/2018: 13.
- sezon 2018/2019: 10.
- sezon 2019/2020: 58.
- sezon 2020/2021: 10.
- sezon 2021/2022: 7.
- sezon 2022/2023: 9.
- sezon 2023/2024: 3.
- sezon 2024/2025: 21.

#### Miejsca na podium w zawodach
1. Ga-Pa – 28 stycznia 2018 (gigant) – 2. miejsce
2. Zagrzeb – 6 stycznia 2019 (slalom) – 3. miejsce
3. Wengen – 20 stycznia 2019 (slalom) – 2. miejsce
4. Soldeu – 17 marca 2019 (slalom) – 2. miejsce
5. Alta Badia – 21 grudnia 2020 (slalom) – 2. miejsce
6. Zagrzeb – 6 stycznia 2021 (slalom) – 2. miejsce
7. Flachau – 16 stycznia 2021 (slalom) – 1. miejsce
8. Lenzerheide – 21 marca 2021 (slalom) – 1. miejsce
9. Val d’Isère – 11 grudnia 2021 (gigant) – 3. miejsce
10. Alta Badia – 19 grudnia 2021 (gigant) – 3. miejsce
11. Adelboden – 8 stycznia 2022 (gigant) – 2. miejsce
12. Adelboden – 9 stycznia 2022 (slalom) – 2. miejsce
13. Schladming – 25 stycznia 2022 (slalom) – 3. miejsce
14. Ga-Pa – 26 lutego 2022 (slalom) – 3. miejsce
15. Méribel – 20 marca 2022 (slalom) – 3. miejsce
16. Val d’Isère – 10 grudnia 2022 (gigant) – 2. miejsce
17. Val d’Isère – 11 grudnia 2022 (slalom) – 2. miejsce
18. Ga-Pa – 4 stycznia 2023 (slalom) – 2. miejsce
19. Gurgl – 18 listopada 2023 (slalom) – 1. miejsce
20. Adelboden – 7 stycznia 2024 (slalom) – 1. miejsce
21. Wengen – 14 stycznia 2024 (slalom) – 1. miejsce
22. Bansko – 10 lutego 2024 (gigant) - 3. miejsce
23. Palisades Tahoe – 25 lutego 2024 (slalom) – 1. miejsce
24. Saalbach-Hinterglemm – 17 marca 2024 (slalom) – 2. miejsce
25. Schladming – 29 stycznia 2025 (slalom) – 2. miejsce
26. Kranjska Gora – 2 marca 2025 (slalom) – 3. miejsce